# Przedbórz (województwo mazowieckie)
Przedbórz – wieś sołecka w Polsce położona w województwie mazowieckim, w powiecie płockim, w gminie Staroźreby.
| SIMC    | Nazwa   | Rodzaj    |
| ------- | ------- | --------- |
| 0576906 | Grabina | część wsi |

W latach 1975–1998 miejscowość administracyjnie należała do województwa płockiego.